# Distributed.net
Distributed.net er et såkaldt distributed computing-projekt. Frivillige downloader et klientprogram, som lægger sig i baggrunden på pc'en og udnytter ubenyttet processorkraft til at løse komplicerede kryptografiske problemer.
Distributed.net startede som et forsøg på at løse RSA's "RC5-56"-test, en 56-bit-krypteret streng, der skulle dekrypteres; til den, der fandt den behøvede nøgle, var en præmie på 10.000$. Nøglen blev fundet d. 19. oktober 1997 efter 250 dage. Det næste projekt blev RC5-64, som tog næsten fem år at gennemføre. Den korrekte nøgle blev fundet d. 14. juli 2002. I skrivende stund forsøger man at dekryptere en 72-bit-krypteret streng sideløbende med OGR-projektet, der går på at finde de såkaldte optimale "Golomb Rulers".

## Officielle projekter
- Optimal Golomb Rulers (OGR-24) – Afsluttet 13. oktober 2004
- Optimal Golomb Rulers (OGR-25) – I gang
- RSA Lab's 56-bit RC5 Kryptering – Afsluttet 19. oktober 1997.
- RSA Lab's 64-bit RC5 Kryptering – Afsluttet 14. juli 2002.
- RSA Lab's 72-bit RC5 Kryptering – I gang
- CS-Cipher udfordring – Afsluttet 16. januar 2000.